# 孟晩舟
孟 晩舟（もう ばんしゅう, 拼音: Mèng Wǎnzhōu, 英語: Sabrina Meng, Cathy Meng、1972年2月13日 - ）は、中国の実業家。父親の任正非が設立した華為技術有限公司（Huawei Technologies Co., Ltd. 、ファーウェイ）の副会長で最高財務責任者を務める。
2018年12月1日、カナダ政府はアメリカ合衆国連邦政府の要請により、対イラン経済制裁に違反して金融機関を不正操作した容疑でカナダ国内で逮捕した。

## 人物・来歴

### 生い立ち
1972年 四川省・成都の出身。母は任正非の最初の妻孟軍で、16歳のときに母の姓を名乗る。
1992年に大学を卒業して中国建設銀行に1年間務めた後、父が設立したスタートアップ企業ファーウェイに秘書として入社した。その後、会計を学ぶため1997年に入学した華中科技大学で修士号を取得した。カナダ・バンクーバーに移り、2001年に永住権を取得したが2009年に権利を放棄した。遅くとも2011年以降は香港の永住権を取得している。

### キャリア
中国の新聞21st Century Business Heraldのインタビューで、会計部門で働くためにファーウェイに戻った1998年に自分のキャリアが始まった、と孟晩舟は述べている。国際会計責任者、ファーウェイ香港CFO、会計管理部門ディレクターを務めている。
2011年にファーウェイが幹部を最初に公表したとき孟晩舟は既にCFOとして挙げられていた。4人いる副会長の1人であり、父親の任正非は否定しているが、孟は父を継ぐために訓練されたと推測されうるものであった。任は以前シナテック（新浪科技）に「私の家族は誰も適性を持っていないし後継者には含まれないだろう」と述べていた。
2018年時点で18万人を雇用する中国最大級の私企業ファーウェイ副会長兼CFOである。2017年フォーブス誌で中国の優秀な女性経済人リストで8位にランクされ、ファーウェイ会長孫亜芳は2位にランクされた。

### 逮捕
孟晩舟は2018年12月1日、香港からメキシコに向かう途中の乗り換え空港バンクーバーで、アメリカからの要請によりカナダ当局によって逮捕された。12月7日カナダの裁判所で検察は、「複数の国際機関を欺くための陰謀容疑」で逮捕令状がニューヨーク東部地区連邦地方裁判所(United States District Court for the Eastern District of New York)により2018年8月22日に発行されていたことを明らかにした。香港の会社を通じて、対イラン経済制裁を回避したと検察は指摘した。
2018年12月11日、バンクーバーの裁判所はパスポートの提出とGPS機器により24時間体制で監視下に置くことを条件に、保釈金1000万カナダドル（約8億5000万円）で孟晩舟が求めた保釈申請を認めた。孟はバンクーバーで事実上の軟禁生活を送りながら法廷闘争を続けていたが、2021年9月24日、孟は米司法省との司法取引に応じた。孟は無罪を主張しつつ、「金融機関に虚偽の説明をした」という司法省側が主張する事実関係を争わないことに同意した。 これを受け、米側はカナダへの引き渡し請求を放棄し、バンクーバーの裁判所は同日、孟の釈放を決定。同日夕、中国行きの飛行機でカナダを離れたという。2022年12月2日に孟の起訴が正式に取り下げられた。

### 複数のパスポート
2019年のカナダ政府の訴追資料により、孟晩舟は過去11年間に自国である中国の旅券を4通、また香港の旅券を3通、計7通発給されていたことが判明した。また、明報は孟晩舟が7通とは別に、更に中国政府の公務普通旅券も所持していたと報道。。2018年12月に弁護側はマスコミにパスポートの詳細を公開した。
中国の旅券（すべて本人名義）4通所持
- 期限切れの為、失効した旅券
- 結婚して旧姓から氏名変更手続きによって失効した旅券
- 役員名簿に合わせるために、旧姓に再変更したために失効した旅券
- 有効旅券

香港の旅券（すべて本人名義）3通所持
- 結婚して旧姓から氏名変更手続きによって失効した旅券
- 役員名簿に合わせるために、旧姓に再変更したために失効した旅券
- 有効旅券

中国の公務普通旅券（本人名義）1通所持
（注：弁護側は、旧姓や旧パスポートに紐付けしている資産があることとアメリカに入国する際にビザ取得時からの全旅券を求められる可能性あることからすべて所持していた、としている。）

### 中国への帰国
2021年9月24日、カナダ、アメリカ当局との間で司法取引が成立し、中国政府が用意したチャーター機でカナダを出国した。2022年4月1日付でファーウェイの3人いる輪番会長の1人に選ばれた。早ければ10月から輪番会長に就く見通し。

## 脚註
1. ↑  “孟晚舟经历两段婚姻 有4名子女 前夫身分不明(图)”. BackChina. (2018年12月10日) 2019年1月3日閲覧。
2. ↑   (中国語)蘋果日報. https://hk.news.appledaily.com/china/realtime/article/20181211/59016799+2018年12月20日閲覧。
3. 1 2 3  Zhong, Raymond (2018年12月7日). “Meng Wanzhou Was Huawei’s Professional Face, Until Her Arrest”. The New York Times 2018年12月8日閲覧。
4. ↑  “Surrey RCMP Const. Winston Yep's affidavit”. Scribd. 2018年12月20日閲覧。
5. ↑  Horowitz, Julia (2018年12月6日). “Huawei CFO Meng Wanzhou arrested in Canada, faces extradition to United States”. CNN 2018年12月18日閲覧。
6. ↑  “The tale of Huawei founder’s daughters born 25 years apart”. South China Morning Post (2018年12月6日). 2018年12月7日閲覧。
7. 1 2  Pham, Sherisse (2018年12月7日). “Who is Meng Wanzhou, the Chinese exec wanted by the US?”. CNN
8. 1 2  Vanderklippe, Nathan (2018年12月5日). “Arrest of Huawei’s Meng Wanzhou sparks fury in China”. The Globe and Mail 2018年12月6日閲覧。
9. 1 2  “驻加使馆：已向美加提出严正交涉，要求恢复孟晚舟人身自由” (中国語). The Paper (2018年12月6日). 2018年12月6日閲覧。
10. 1 2  “Judge concerned about using husband of Huawei exec as bail surety - The Province”. vancouversun.com (2018年12月11日). 2018年12月20日閲覧。
11. ↑  “Huawei’s Arrested CFO Rose Through Ranks Despite Father's Rebuke”. Bloomberg (2018年12月6日). 2018年12月10日閲覧。 “Ren Zhengfei laid out qualities a successor should have, including vision, character and industry-specific knowledge.”
12. 1 2  Wakabayashi, Daisuke; Rappeport, Alan (2018年12月5日). “A Top Huawei Executive Is Arrested in Canada for Extradition to the U.S.”. The New York Times 2018年12月6日閲覧。
13. ↑   (中国語)Forbes Chinese. (2017年). http://www.forbeschina.com/review/list/002356.shtml+2018年12月6日閲覧。
14. ↑  “Letter from the U.S. Justice Department - Fraud - Passport”. Scribd. 2018年12月20日閲覧。
15. ↑  Fife, Robert (2018年12月5日). “Canada arrests Huawei’s global chief financial officer in Vancouver”. The Globe and Mail 2018年12月6日閲覧。
16. ↑  Horowitz, Julia (2018年12月6日). “Huawei CFO Meng Wanzhou arrested in Canada, faces extradition to United States”. CNN 2018年12月6日閲覧。
17. ↑  “US case against Huawei CFO revealed in Canadian court”.   CBC Turner Broadcasting System, Inc. (2018年12月7日). 2018年12月7日閲覧。
18. ↑  “US case against Huawei CFO revealed in Canadian court”.   Cable News Network. Turner Broadcasting System, Inc. (2018年12月7日). 2018年12月7日閲覧。
19. ↑  “ファーウェイCFO逮捕に中国猛反発、専門家「当局の重要人物だから」＝米RFA”. 大紀元. (2018年12月11日) 2019年1月3日閲覧。
20. ↑  “孟晚舟获保释 期间或去尚德商学院攻读博士学位”. 環球時報. 2018年12月13日閲覧。
21. ↑  “ファーウェイ副会長の保釈認める　カナダ裁判所が決定”. 中日新聞（夕刊）. (2018年12月12日).  オリジナルの2018年12月16日時点におけるアーカイブ。 2018年12月16日閲覧。
22. ↑  “ファーウェイ副会長弁護士、加警察の「故意の」逮捕引き延ばし追及”.   ロイター (2020年10月29日). 2020年11月14日閲覧。
23. ↑  “カナダで拘束のファーウェイ副会長、米と司法取引 中国へ向けて出国”.   朝日新聞 (2021年9月25日). 2021年9月25日閲覧。
24. ↑  “ファーウェイ副会長の起訴取り下げ 詐欺罪、昨年に司法取引―米地裁”. 時事ドットコム. (2022年12月3日) 2022年12月3日閲覧。
25. ↑  “ファーウェイ幹部、旅券8通以上所持 中国当局「特別扱い」”. 毎日新聞. 2021年9月25日閲覧。
26. ↑  “ファーウェイ副会長「人生一変 ひどい日々だった」”.   テレビ朝日 (2021年9月25日). 2021年9月25日閲覧。
27. ↑  “ファーウェイ孟晩舟氏が「輪番会長」に 経営トップの一角　昨年までカナダで約3年間拘束”. 東京新聞. (2022年4月4日) 2022年12月3日閲覧。